# Catedral de Bayeux
Catedral de Bayeux (Cathédrale Notre-Dame de Bayeux) é uma catedral normando-românica, localizada na cidade de Bayeux. É a sede do Bispo de Bayeux. Foi o lar original da tapeçaria de Bayeux e é um monumento nacional da França.
O local é antigo e já foi ocupado por santuários romanos. A catedral atual foi consagrada no dia 14 de julho de 1077, na presença de Guilherme, duque da Normandia e rei da Inglaterra. Foi aqui que Guilherme forçou Harold Godwinson a fazer o juramento, a quebra dos quais levou à conquista normanda da Inglaterra.

## Arquitetura
Após sérios danos sofridos pela catedral no século XII, o edifício foi reconstruído em estilo gótico, que é mais notável na torre cruzada, transeptos e extremo leste. No entanto, apesar da torre cruzada ter sido iniciada no século XV, não foi concluída até o século XIX.

## Galeria

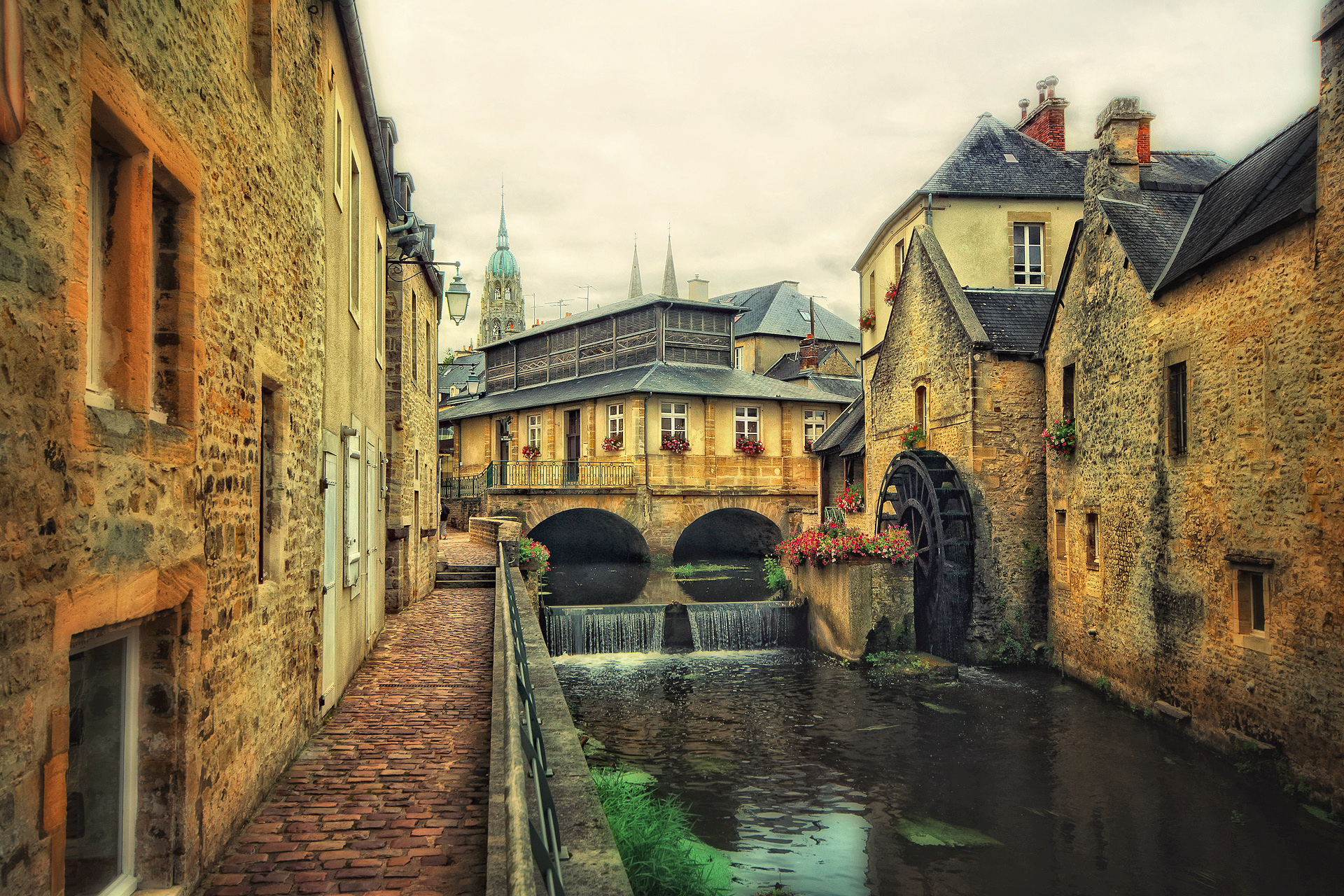
Vista da catedral do escritório turístico
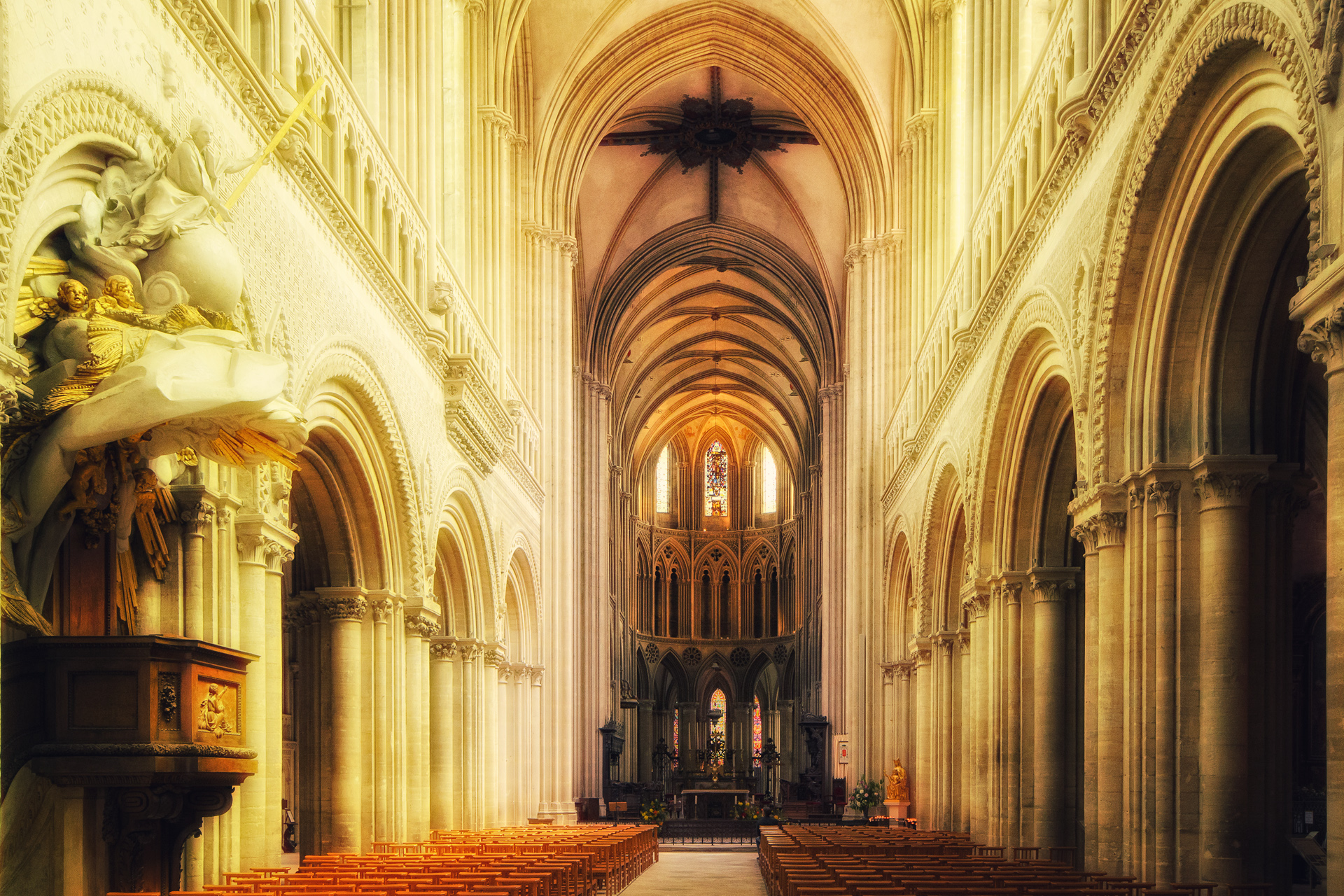
Salão interior da Catedral de Bayeux
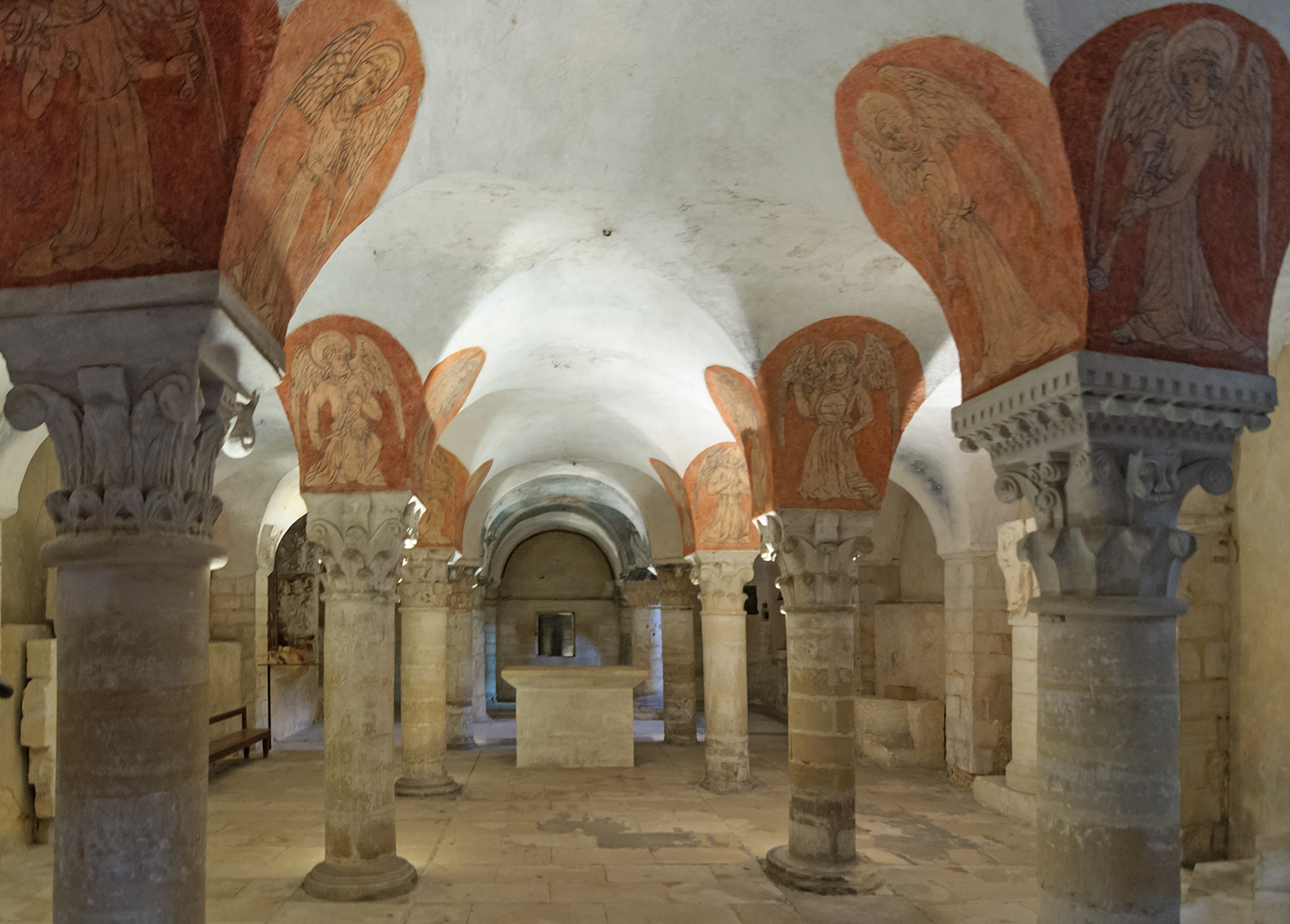
Cripta da Nossa Senhora de Bayeux
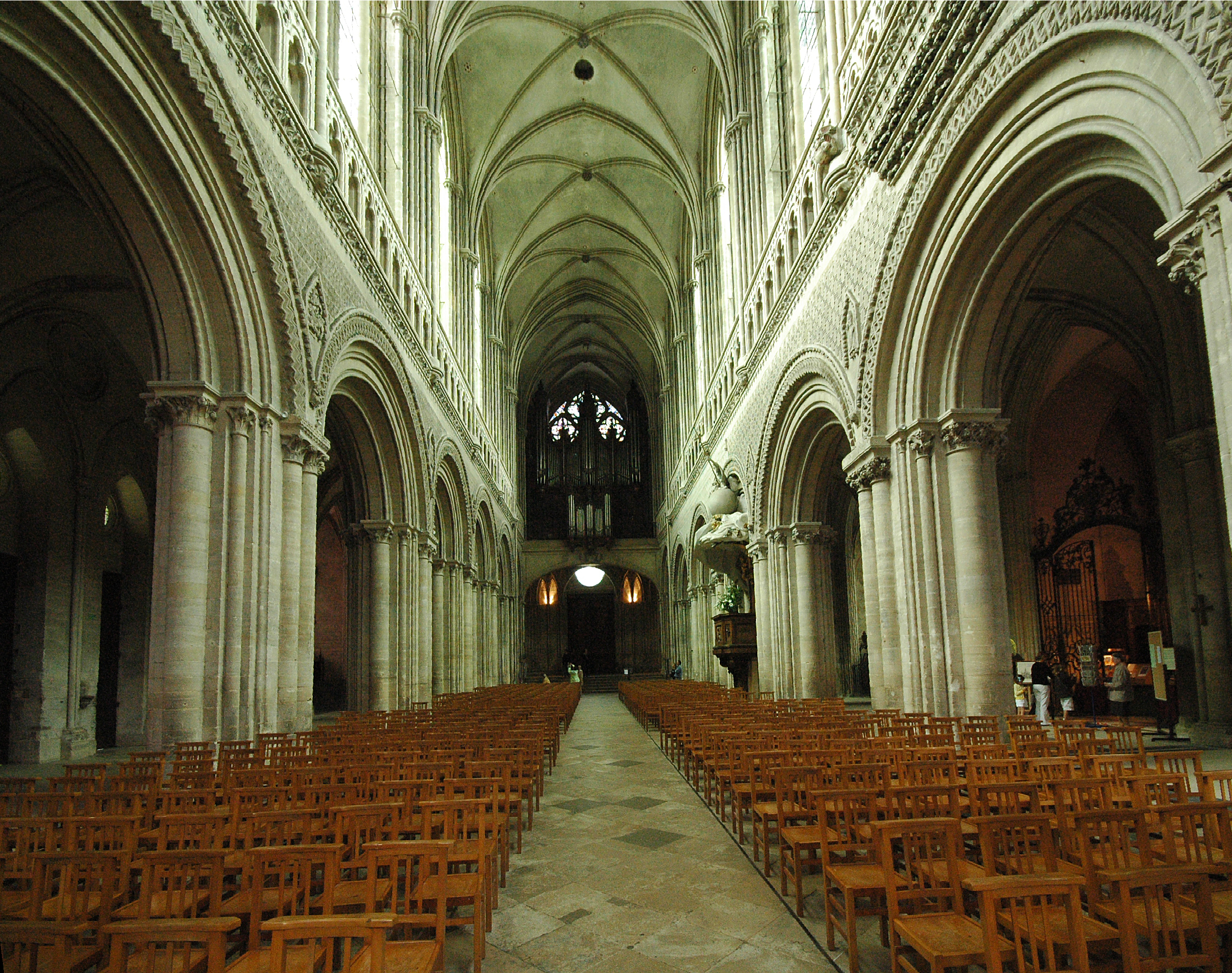
Vista interior da catedral
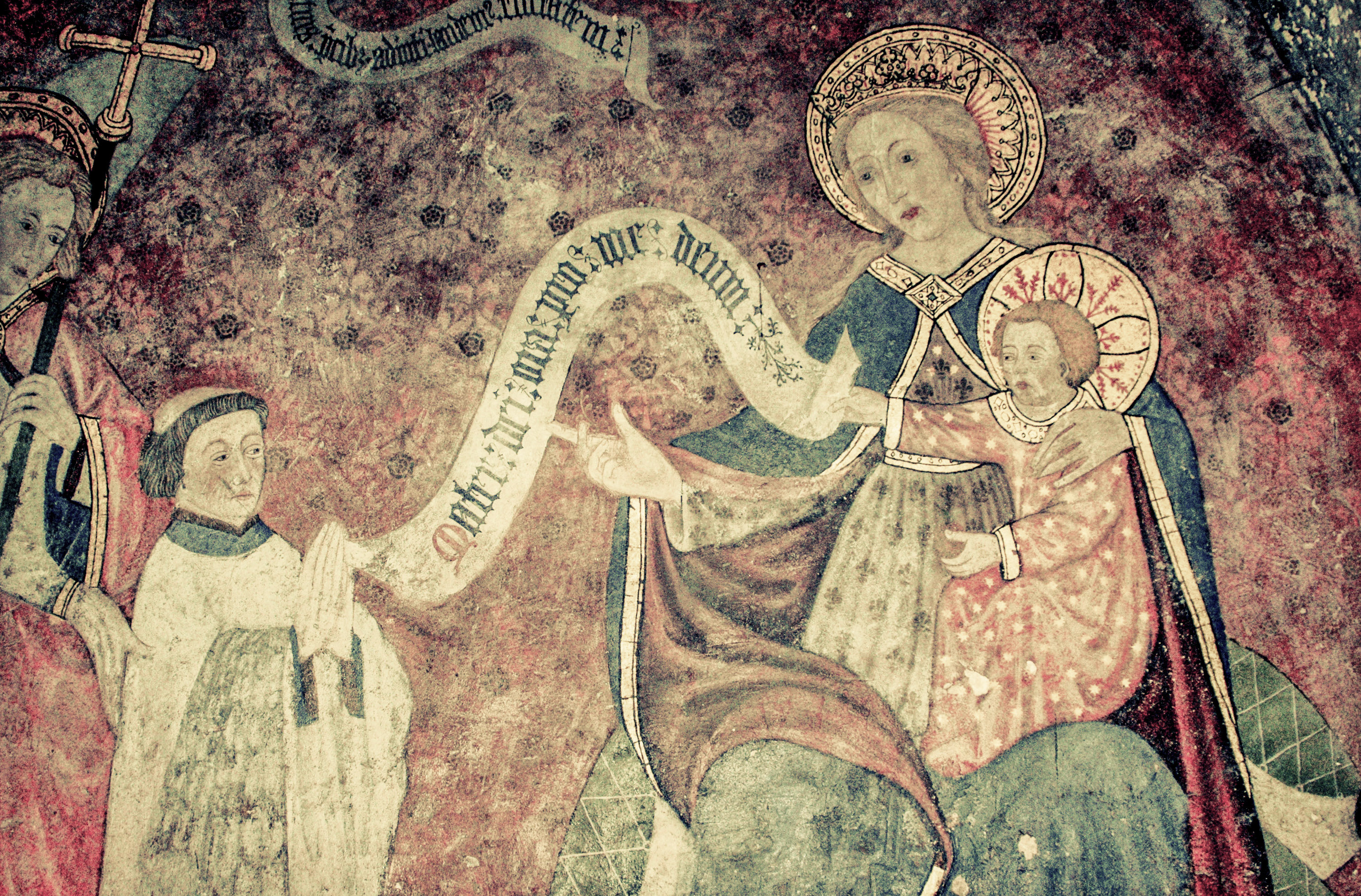
Um mural na cripta
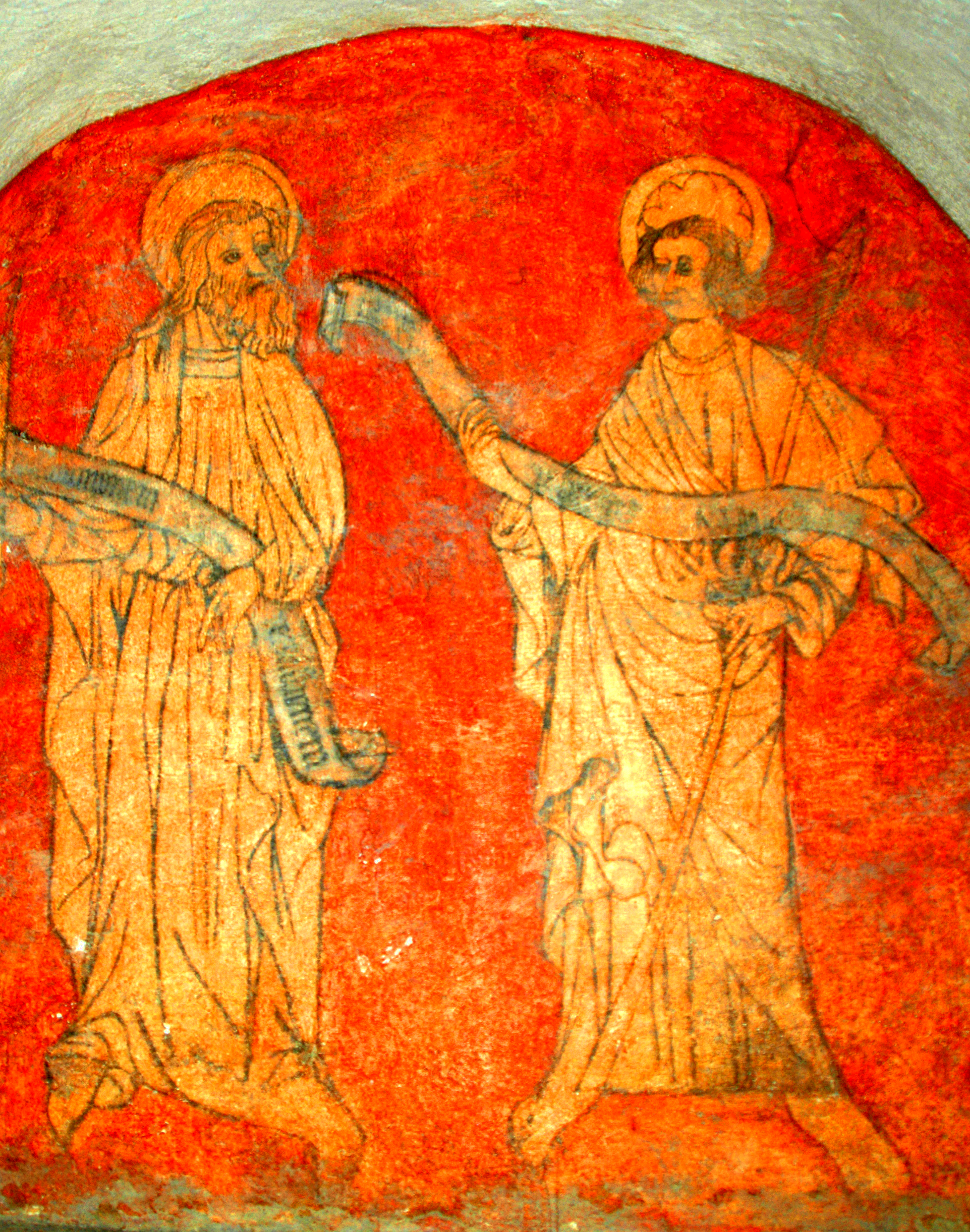
Um mural na cripta
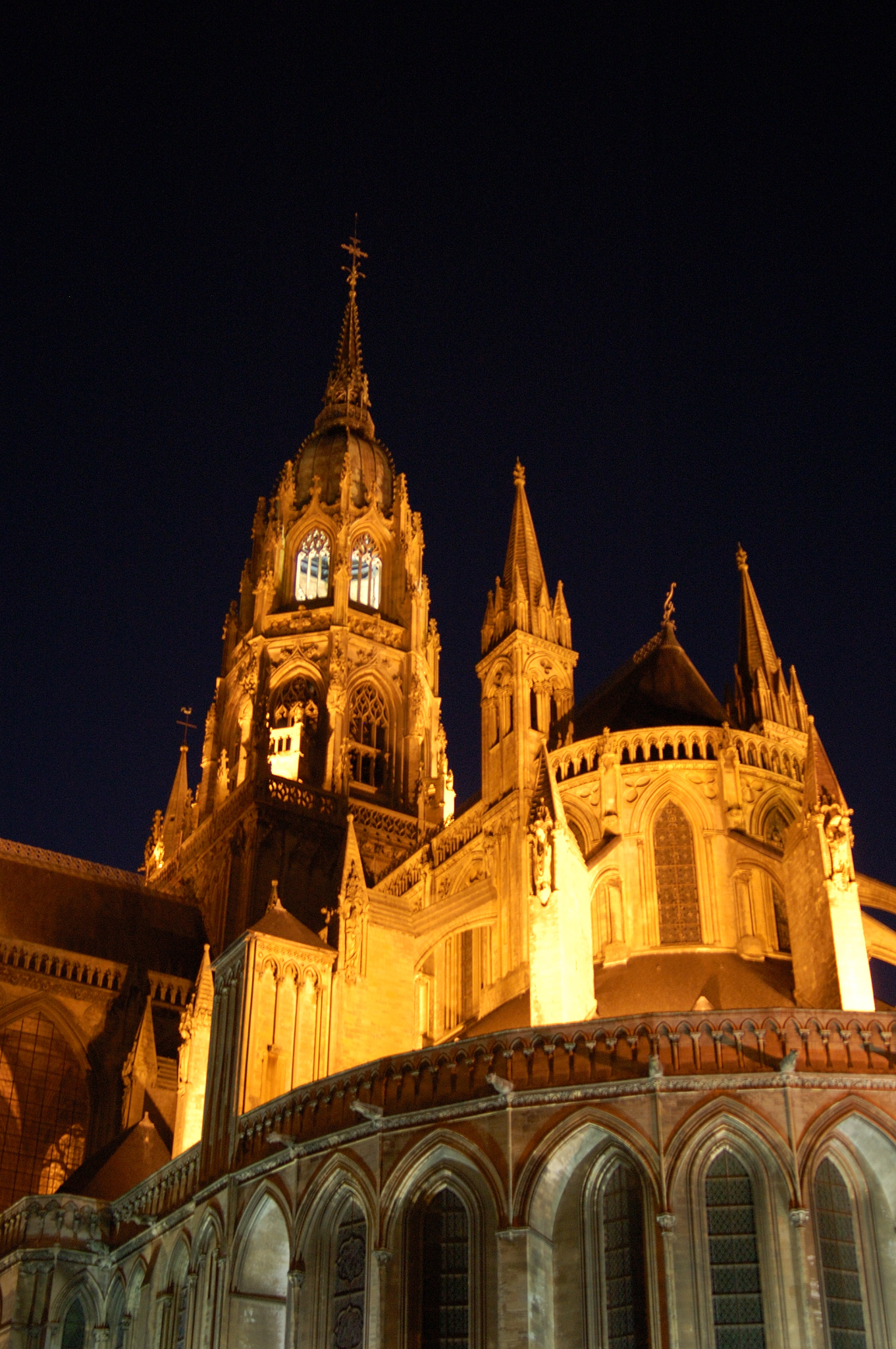
Catedral à noite
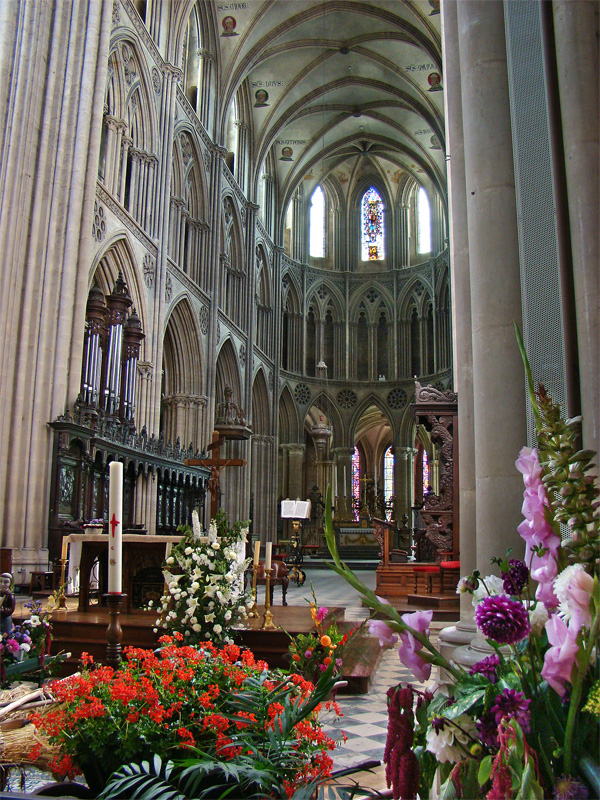
Coro gótico
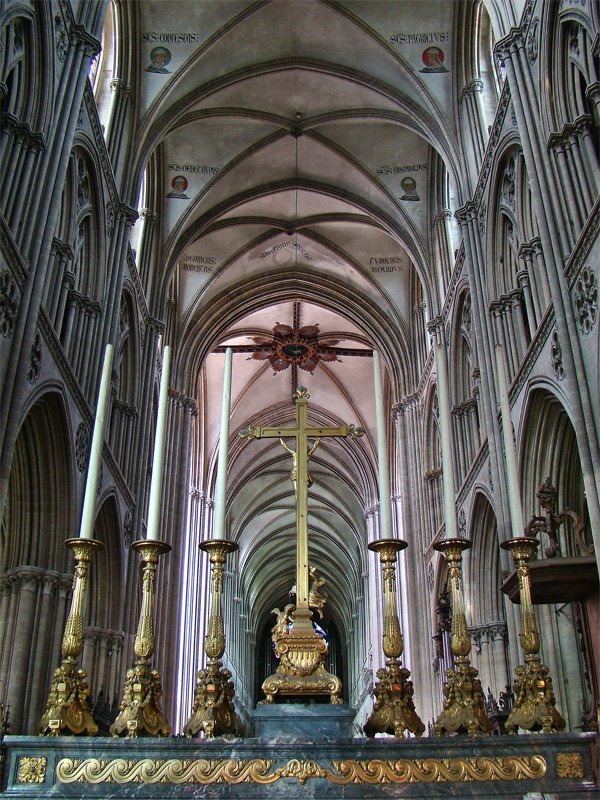
Altar-mor neoclássico
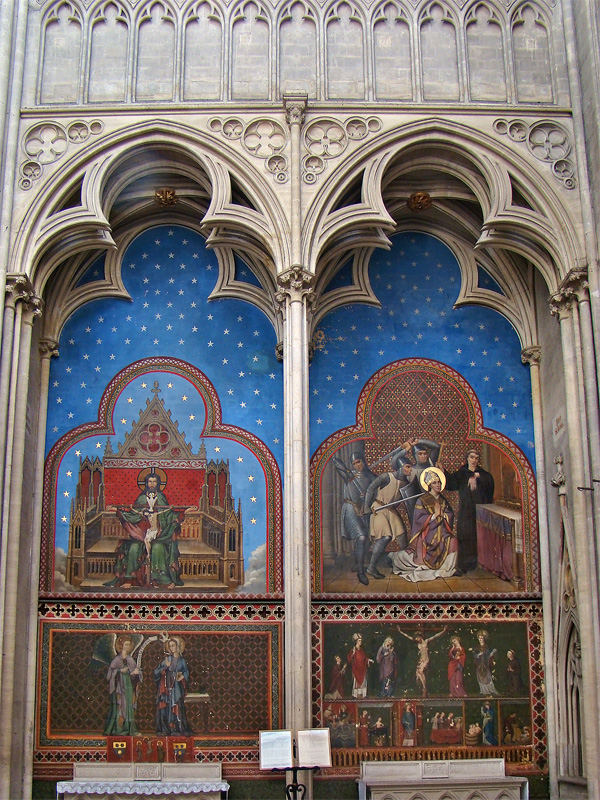
Capelas, braço sul do transepto
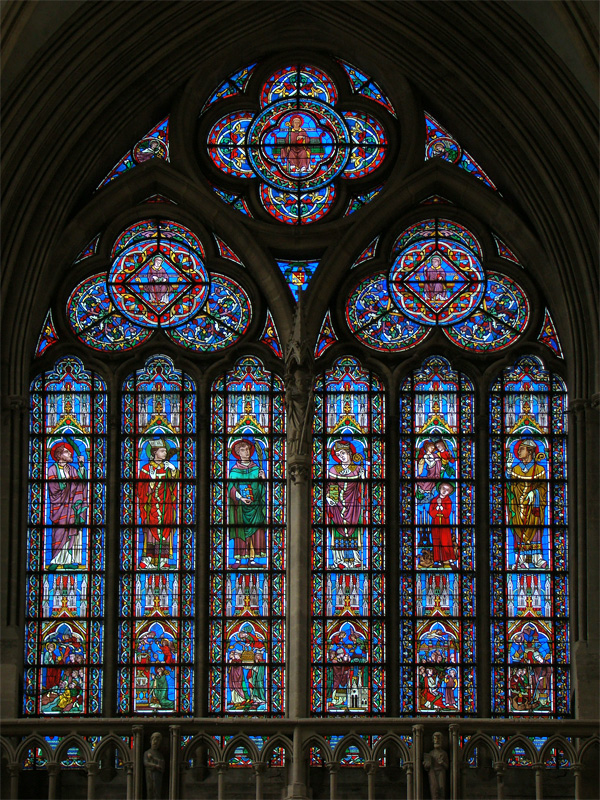
Indicador de vidro colorido, braço sul do transepto
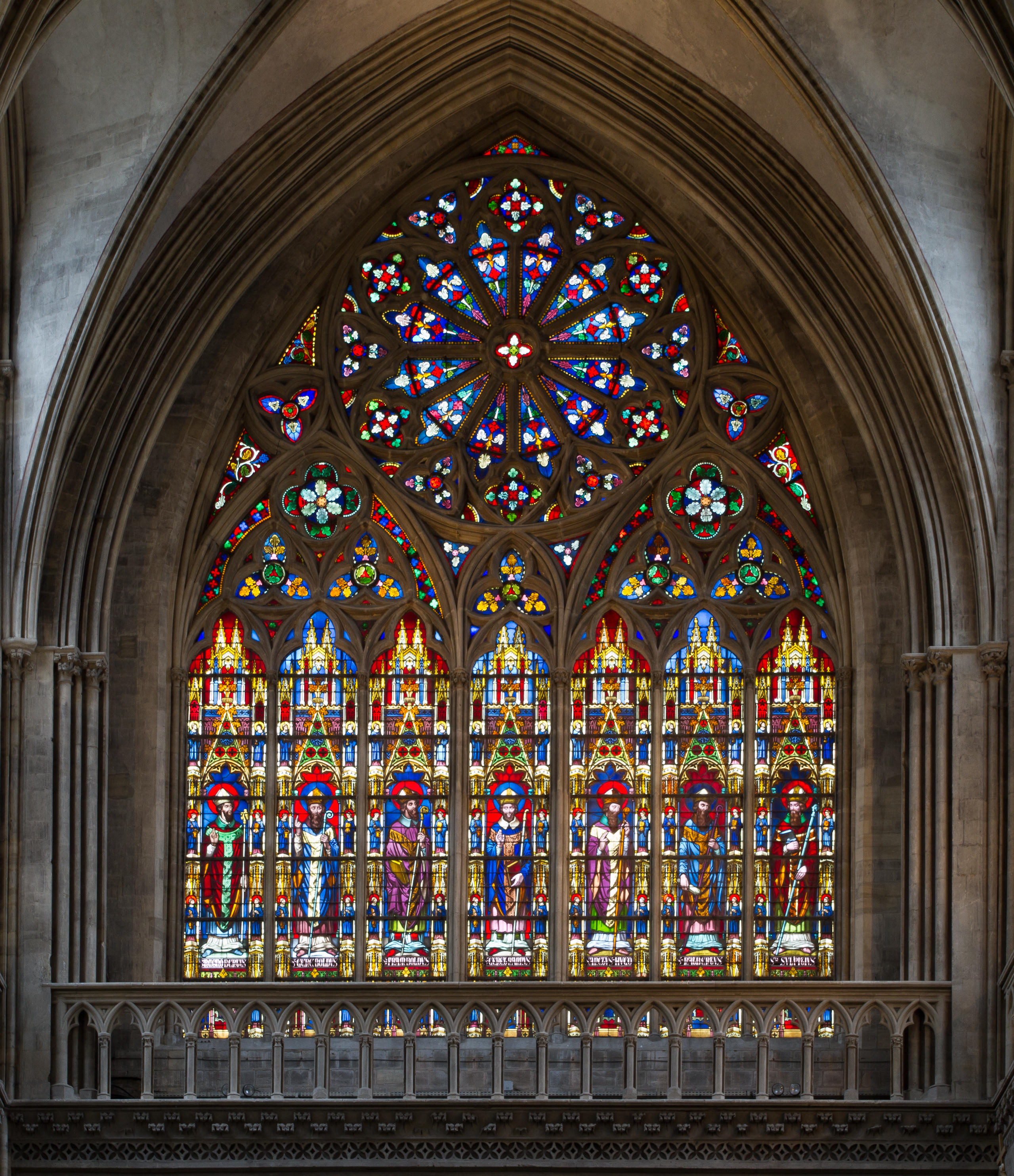
Indicador de vidro colorido, braço norte de transepto
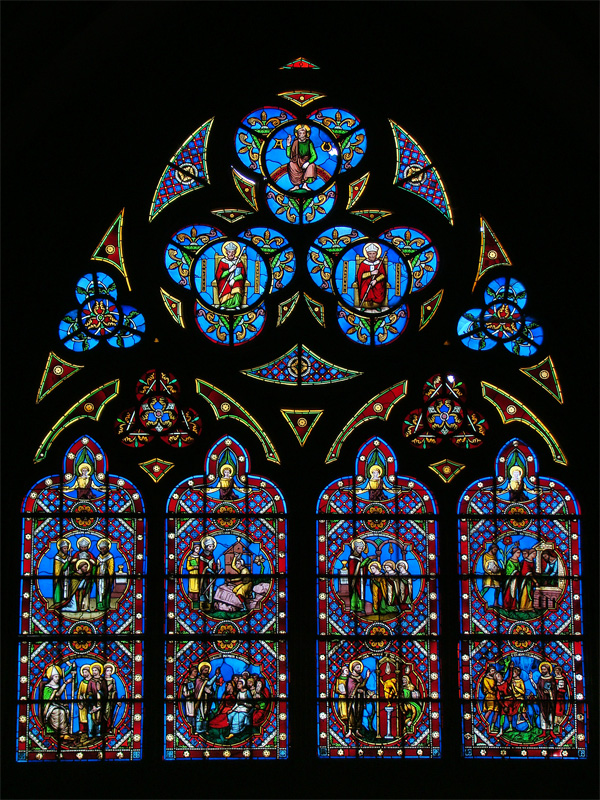
Capela, lado sul da nave
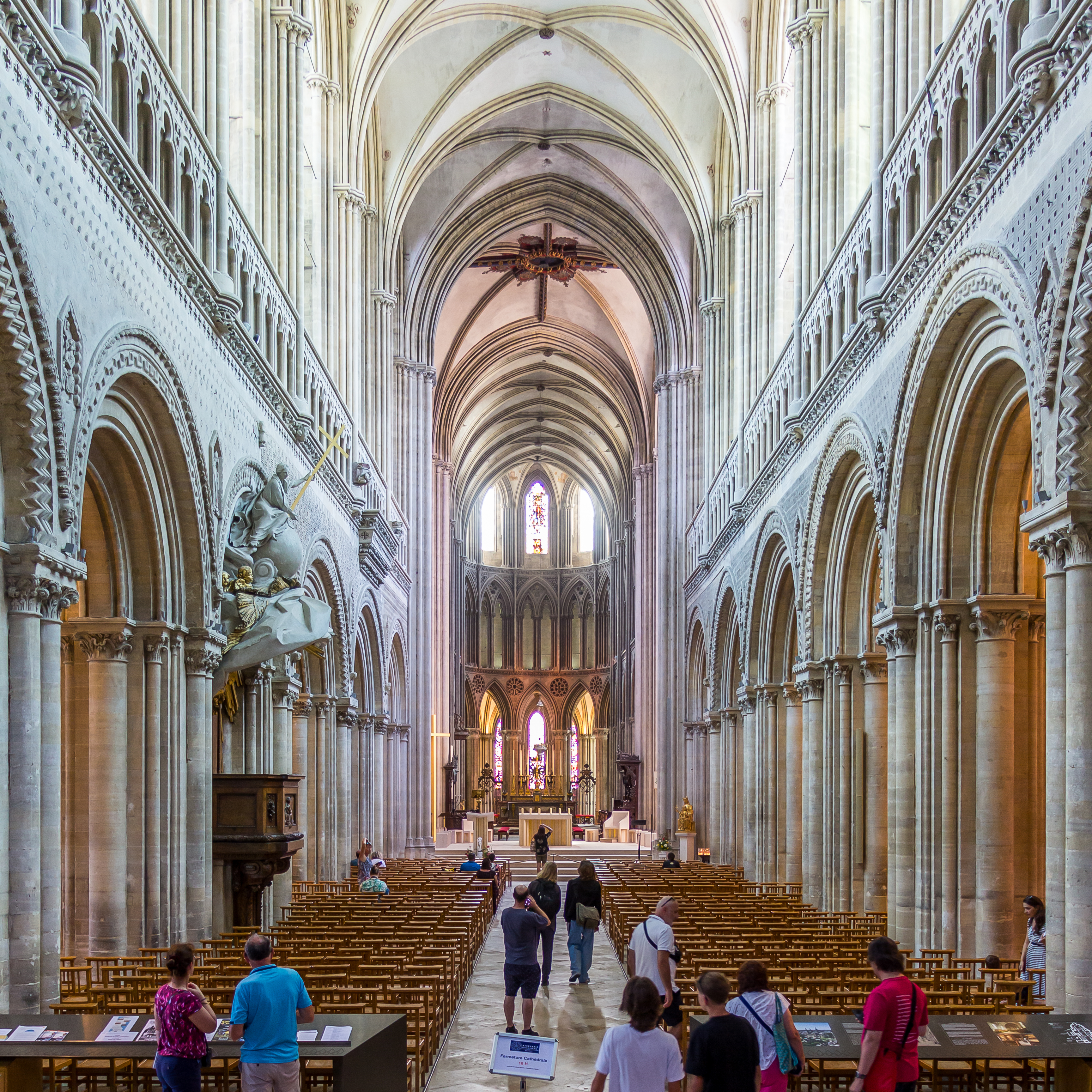
Nave da parte traseira